# Статуя Франца Кафки (Прага)
Ста́туя Фра́нца Ка́фки, авторства скульптора Ярослава Роны, была открыта 4 декабря 2003 года на Везеньской улице в Праге, Чехия. Представляет собой скульптурную группу, изображающую Франца Кафку, едущего на плечах безголовой фигуры. Памятник отлит из бронзы, высотой 3,75 м, весит 800 кг. Его форма вдохновлена рассказом Франца Кафки «Описание одной борьбы».